# Hưng Nhượng
Hưng Nhượng là một xã thuộc tỉnh Vĩnh Long, Việt Nam.

## Địa lý
Xã Hưng Nhượng có vị trí địa lý:
- Phía đông giáp xã An Ngãi Trung và An Hiệp.
- Phía tây giáp xã Tân Hào.
- Phía nam giáp xã Đại Điền và Quới Điền, ranh giới là sông Hàm Luông.
- Phía bắc giáp xã Giồng Trôm.

Xã Hưng Nhượng có diện tích 53,66 km², dân số năm 2025 là 37.568 người, mật độ dân số đạt 700 người/km².

## Lịch sử
Ngày 16 tháng 6 năm 2025, Ủy ban Thường vụ Quốc hội ban hành Nghị quyết số 1687/NQ-UBTVQH15 về việc sắp xếp các đơn vị hành chính cấp xã của tỉnh Vĩnh Long năm 2025. Theo đó, sắp xếp toàn bộ diện tích tự nhiên, quy mô dân số của các xã Hưng Nhượng, Tân Thanh và Hưng Lễ thành xã mới có tên gọi là xã Hưng Nhượng.
Sau khi sáp nhập, xã Hưng Nhượng có 53,66 km² diện tích tự nhiên và dân số 37.568 người.